# Туканг-беси
Туканг-беси (Buton, Tukang-Besi, Tukang Besi, Wakatobi) — австронезийский язык, распространённый на островах Тукангбеси юго-восточной части острова Сулавеси в Индонезии. Туканг-беси имеет 2 диалекта — северный и южный.

## Диалекты
- На северном диалекте говорят на островах Амбон, Бачан, Буру, Манголе, Серам, Санана, Талиабу Молуккских островов, некоторые в городах Баубау и Сумбава, также к востоку от островов Рундума, на островах Вангиванги и Каледупа северной части архипелага Тукангбеси юго-востока провинции Сулавеси. У северного диалекта есть диалекты каледупа ванчи (ванги-ванги, вандже, ванджи, вантджи), (кахедупа).
- На южном диалекте говорят на островах Алор, Амбон, Буру, Манголе, Серам, Санана, Талиабу Молуккских островов, на островах Бонерате, Калаотоа, Каромпа, Маду регентства Селаяр южной части провинции Сулавеси, на севере островов Бинонгко и Томеа, на южных островах архипелага Тукангбеси юго-западной части провинции Сулавеси. Некоторые также расселены на территории провинции Папуа. У южного диалекта такжеесть диалекты бинонгко, бонерате, томеа (томиа).

## Фонология

Гласные фонемы туканг-беси

Северный диалект туканг-беси имеет 25 согласных фонем и базовую 5-гласную систему. Ударение обычно падает на предпоследний слог. В языке есть два имплозивных согласных звука, которые являются редкостью в языках мира (но довольно распространены в языках данного региона). Имплозивы переднеязычных согласных и /s/ имеют преназализированный эквивалент, существущий как отдельная фонема.
Гласный /b/ встречается только в заимствованных словах, хотя он сопоставляется с /ɓ/. [d] и [z] не являются фонематическими и появляются только как аллофоны звука /dʒ/, который появляется только в заимствованных словах.
|           |                   | Губ.-губ. | Губ.-губ. | Зуб./ Альвеол. | Зуб./ Альвеол. | Веляр. | Веляр. | Глот. |
| --------- | ----------------- | --------- | --------- | -------------- | -------------- | ------ | ------ | ----- |
| Нос.      | Нос.              | m         | m         | n              | n              | ŋ      | ŋ      |       |
| Взрыв.    | простые           | p         | b         | t̪              | (d̪)            | k      | ɡ      | ʔ     |
| Взрыв.    | преназализованные | mp        | mb        | n̪t̪             | n̪d̪             | ŋk     | ŋɡ     |       |
| Имплозив. | Имплозив.         |           | ɓ         |                | ɗ̪              |        |        |       |
| Фрикатив. | простые           |           | β         | s              | (z)            |        |        | h     |
| Фрикатив. | преназализованные |           |           | n̪s̪             |                |        |        |       |
| Вибранты  | Вибранты          |           |           | r              | r              |        |        |       |
| Латерал.  | Латерал.          |           |           | l̪              | l̪              |        |        |       |